# Fregoso
Los  'Fregoso'  o  'Campofregoso'  eran una familia noble de la República de Génova y Liguria, dividida en varias ramas, cuyos miembros se distinguieron en numerosas ocasiones históricas; muchos de ellos ocuparon el puesto de Dogo de Génova y algunos fueron también señores de Sarzana; Fueron dueños de feudos, tierras y títulos a lo largo de los Apeninos de Liguria. Directamente emparentados con la familia real de Mónaco, los Grimaldi

## Historia
Originarios de Rivarolo, uno de los distritos de Génova, en el Valle de Campofregoso, que está delimitado en las colinas sobre el Rivarolo, eran empresarios, comerciantes activos en las ciudades, los acontecimientos políticos del siglo XIII, les dan una importancia particular con Rolando Campofregoso, encargado de gobernar Gavi y  Portovenere.
La familia tenía una fuerte influencia en la vida política de Génova y trece de sus miembros se convirtieron en  duques; el primero de ellos fue Domenico Fregoso, pero el más famoso fue sin duda Paolo Fregoso, quien siendo cardenal y Duque de Génova fuese nominado al papado en 1492, un personaje emblemático de una historia política dominada por la ambición y el cálculo de las circunstancias, que es una característica general de la política de los siglos XIV y XV en Europa.

Además de los Duques se han distinguido en diversos campos, tales como:, Agostino Fregoso y Cesare Fregoso, eclesiástica como Federico Fregoso y el anteriormente nombrado Pablo Fregoso.

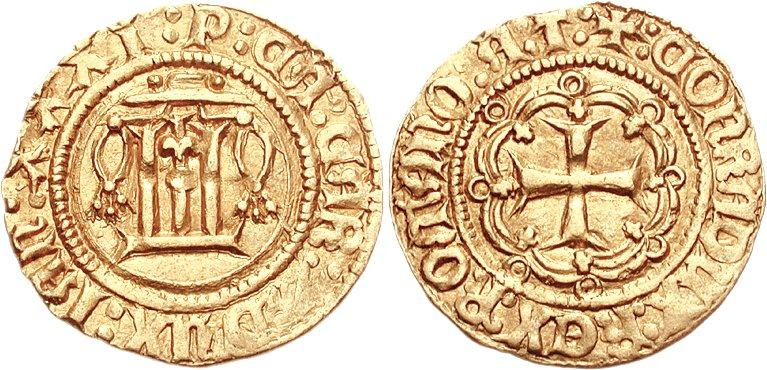
Ducado_(moneda) de Paolo di Campofregoso, acuñadas entre 1483 and 1488.

La familia Fregoso perdió su importancia política en la primera mitad del [siglo XVI] con el duque Ottaviano Fregoso, capturado por los españoles y quién muriese en prisión en  Ischia en 1524.

## Escudo de Armas
Escudo dentado negro y plata .

## Representantes de la familia Fregoso

### Duques
- Domenico di Campofregoso(1325–1390)
- Battista Fregoso (1380-1442)
- Janus di Campofregoso(1405–1448)
- Battista Fregoso (1450-1505)
- Giano di Campofregoso (1405-1448)
- Ludovico di Campofregoso(1415–1489)
- Giano II di Campofregoso(1455–1525)
- Domenico Fregoso
- Giacomo Fregoso
- Lodovico Fregoso
- Ottaviano Fregoso
- Pietro Fregoso (1330-1404)
- Pietro Fregoso (1412-1459)
- Paolo Fregoso Sacerdote, arzobispo de Génova (1428–1498)
- Spinetta Fregoso
- Tomaso Fregoso
- Cesare Fregoso
- Federigo Fregoso, cardenal y militar
- Pomellina Fregoso, gobernante del Principado de Mónaco